# Szövetkezés (folyóirat)
Szövetkezés – Nagyenyeden megjelent szaklap, a Hangya Szövetkezetek hivatalos lapja. Elődje az Erdélyi Gazda mellékleteként 1919-től kiadott Hangya volt; 1925. július 1-től vált önálló lappá. 1937-ig hetenként, majd kéthetenként, 1941-től ismét hetenként jelent meg. Felelős szerkesztője 1932-ig Szent-Iványi Árpád, utána 1940 augusztusáig Fekete György, dél-erdélyi szakaszában előbb Dósa Albert, majd 1942-től Dávid Iván volt. 1944. augusztus 15. és 1945. április 15. között szünetelt; 1946. szeptember 15-től Marosvásárhelyen jelent meg. Utolsó száma az önálló magyar szövetkezeti mozgalom felszámolásának időszakában, 1949 júniusában hagyta el a nyomdát.
1942-ben itt jelent meg az akkor még enyedi kisdiák Sütő András első írása.